# Roaix
Roaix é uma comuna francesa na região administrativa da Provença-Alpes-Costa Azul, no departamento de Vaucluse. Estende-se por uma área de 5,83 km². Em 2010 a comuna tinha 647 habitantes (densidade: 111 hab./km²).